# Pierre Chami
Pierre Chami, auch Peter Shami SMSP (* 17. Dezember 1890 in Joun bei Sidon, Libanon; † 19. August 1967) war Erzbischof der Melkitischen Griechisch-Katholischen Kirche von Bosra und Hauran in Syrien. 

## Leben
Pierre Chami empfing am 29. Juni 1922 die Priesterweihe als Ordenspriester der melkitischen Paulisten. Am 13. November 1943 wurde er zum Nachfolger von Nicolas Cadi als Erzbischof von Bosra und Hauran ernannt. Die Bischofsweihe spendete ihm am 24. Oktober 1944 der melkitische Patriarch von Antiochia Cyril IX Mogabgab; Mitkonsekratoren waren die Bischöfe Dionysios Kfoury, Patriarchalvikar für Ägypten und den Sudan, und Pierre Kamel Medawar SMSP, Weihbischof im Patriarchat von Antiochia. Er nahm an der ersten und vierten Sitzungsperiode des Zweiten Vatikanischen Konzils (1962–1965) teil. Zu seinem Nachfolger wurde Nicolas Naaman SMSP ernannt.